# Komiksák
Komiksák, vlastním jménem Jeff Albertson, je fiktivní postava z amerického animovaného seriálu Simpsonovi. Poprvé se objevil v epizodě 2. řady Drobné kiksy nad komiksy, která byla původně vysílána 9. května 1991. Je majitelem obchodu s komiksy. Je založen na „každém chlápkovi z obchodu s komiksy v Americe“ a představuje stereotypního sběratele komiksů středního věku. Znám je svým výrazným přízvukem a nepříjemnou povahou. 

## Role vSimpsonových

### Profil
Komiksák (v epizodě Homerův a Nedův poslední výkop uvádí jako své pravé jméno Jeff Albertson) je nerd, snob a hádavý muž. Je známý především svou výřečností a mrzutými, sarkastickými vtípky. Je posedlý sbíráním komiksů a je vášnivým milovníkem science fiction. Má magisterský titul z folkloru a mytologie (v rámci diplomové práce přeložil Pána prstenů do klingonštiny) a také titul z chemického inženýrství. Má IQ 170 a je členem springfieldské pobočky Mensy. Je morbidně obézní a má dlouhé vlasy, které má vždy svázané do culíku. 
Jeho hláškou je prohlášení „nejhorší/nejlepší (něco) vůbec“. Například v epizodě Bart v sedle nosí tričko s nápisem „Worst Episode Ever“ a kritizuje nápad rodiny Simpsonových chovat koně, protože to byl námět dřívějšího dílu Cena lásky. Další příklad prolomení čtvrté stěny se objevuje v epizodě, kdy se Komiksákovi zřítí židle a on sarkasticky řekne: „Jé, tlusťoch padá. Opravdu originální.“. Navzdory svému osamělému životu říká Komiksák v Simpsonových ve filmu několik minut před svou očekávanou smrtí, že jeho posedlé sbírání komiksů byl „dobře strávený život“. Nicméně ve Speciálním čarodějnickém dílu 9. řady, když se na něj zaměří jaderná střela, si řekne: „Ach, promarnil jsem svůj život.“. V epizodě Jedeme na Sundance z roku 2008 vyšlo najevo, že je také spisovatelem a přispívá na vlastní stránky s názvem „Ain't I Fat News“, což je obdoba skutečné stránky s filmovými recenzemi Ain't It Cool News.

### Milostný poměr
Komiksák byl jednou ženatý v on-line hře na hraní rolí. Se svou internetovou manželkou uvažoval o dětech, ale to by mu značně vyčerpalo „krystaly síly“. V dílu 16. řady Svatby podle Homera doufá, že se ožení s kartonovou postavou Xeny. Když je součástí intelektuální junty, která krátce vedla Springfield v díle Asociace Mensy zachraňuje Lízu, navrhuje plány na omezení rozmnožování na jednou za sedm let a komentuje to slovy, že pro většinu by to znamenalo mnohem méně rozmnožování, ale pro něj „mnohem, mnohem více“. Po čtyřicítce je panicem, ale sexuálně a romanticky se zaplete s matkou ředitele Skinnera Agnes. Později chodí s Ednou Krabappelovou poté, co Skinnera opustí před oltářem. Na sjezdu sci-fi se málem vezmou, Skinner se snaží svatbě zabránit, ale Edna si to rozmyslí a raději se nechce vázat vztahem. V díle Můj muž je Komiksák se Komiksák ožení s Kumiko Nakamurovou, japonskou manga kreslířkou.

### Komiksákův obchod

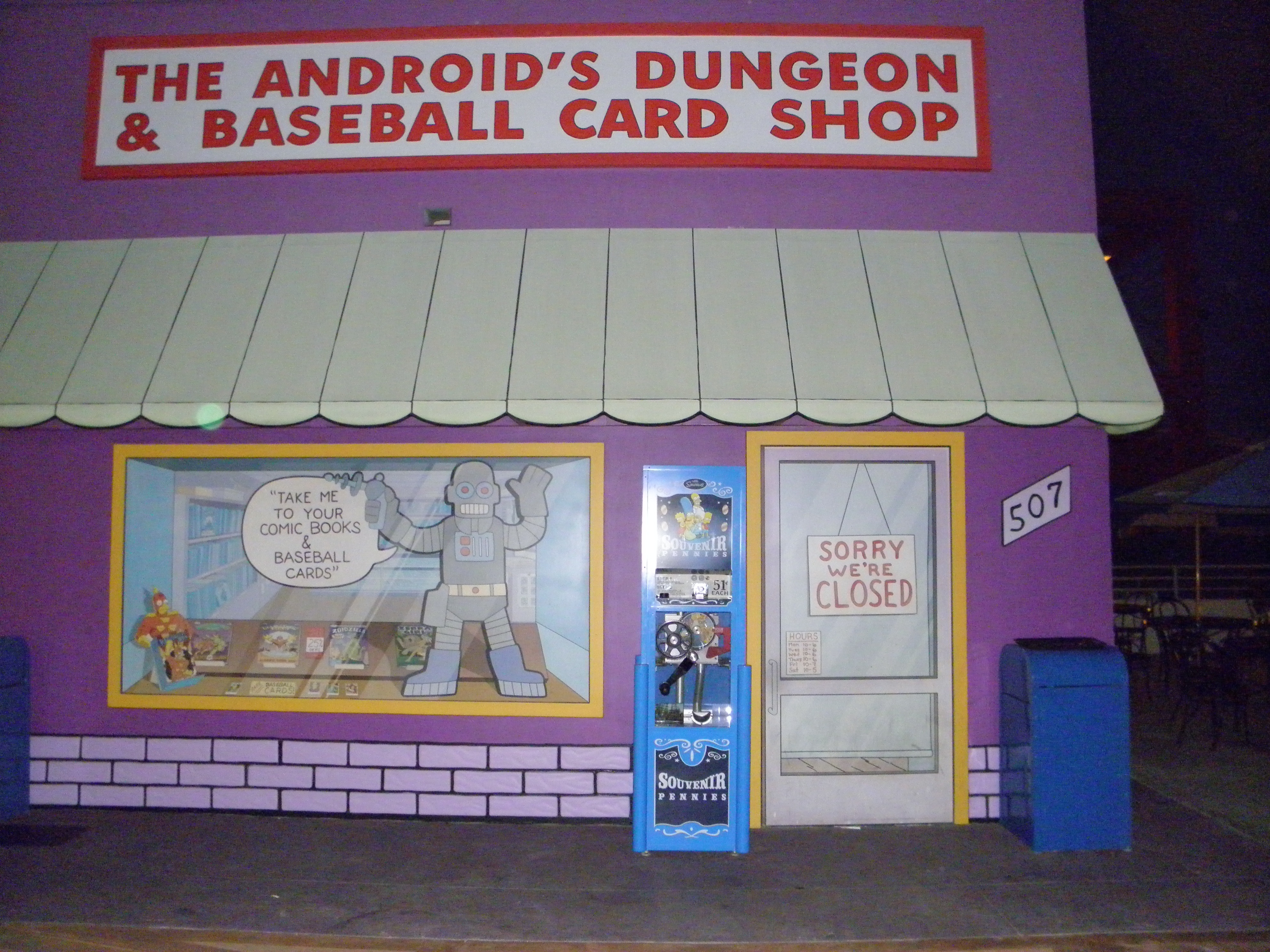
Kulisa Komiksákova obchodu v Universal Studios Hollywood

Komiksák je majitelem springfieldského obchodu s komiksy. Komiksy, sběratelské předměty a hračky, jež prodává, jsou velmi rozdílné kvality a často mají velmi vysoké ceny. Jeho obchod je jeho útočištěm, kde si udržuje určitou úroveň sebeúcty, panovačně vládne nad dětmi v předškolním věku, jako jsou Bart Simpson a Milhouse Van Houten, používá silně sarkastický tón a často vykazuje některé zákazníky za drobné přestupky. V jeho obchodě se nachází spodní patro plné nelegálních videí.
V dílu Manželé a podnikatelky byl obchod uzavřen kvůli bankrotu, když se naproti přes silnici otevřel konkurenční obchod s komiksy, který vedl majitel s podstatně lepšími službami zákazníkům a sociálními dovednostmi. Ačkoli jeho starý obchod koupila Marge Simpsonová v téže epizodě a nevrátila ho, Komiksák pokračuje v provozování svého obchodu i v dalších epizodách a konkurenční obchod obvykle není zmíněn, ačkoli byl znovu zmíněn, když se jeho majitel objevil v epizodě Můj muž je Komiksák. 

## Postava

### Vytvoření
Komiksák byl částečně inspirován prodavačem v losangeleském obchodě s komiksy, který často seděl „na vysoké stoličce, tak trochu panoval nad obchodem s tím svým povýšeneckým postojem a za pultem jedl velkou polystyrenovou nádobu plnou smažených škeblí s velkým množstvím tatarské omáčky“. Groening poznamenal: „Ani nevíte, kolikrát za mnou lidé přišli a řekli mi: ‚Já vím, podle koho jsi udělal toho komiksového chlápka. Je to ten chlápek z obchodu s komiksy, co bydlí hned vedle v bloku.‘. A já jim musím říct: ‚Ne, je to každý chlápek z komiksového obchodu v Americe.‘.“.
Hank Azaria založil hlas Komiksáka na svém současníkovi z vysoké školy jménem Mark, který měl přezdívku „F“, zkratku pro „Flounder“ z filmu Zvěřinec časopisu National Lampoon, a bydlel ve vedlejším pokoji na Tuftsově univerzitě. Hank Azaria dále vysvětlil, že „F“ celý den poslouchal píseň „867-5309“ a že Mark si vedl seznam pěti nejlepších a pěti nejhorších lidí, které měl na koleji rád a které nenáviděl, a každou hodinu ho zveřejňoval. Azaria uvedl, že on sám byl vždy na spodní pětce seznamu, protože si stěžoval na přehrávání hudby. Azaria „miluje, že postava je dospělým, který se hádá s dětmi, jako by to byli jeho vrstevníci“.

### Vývoj
V rámci seriálu je postava Komiksáka často používána jako představitel stereotypního člena diskuzní skupiny alt.tv.simpsons. První takový případ nastal v epizodě 7. řady Radioaktivní muž, v níž se Komiksák přihlašuje do své oblíbené diskusní skupiny alt.nerd.obsessive. David X. Cohen často četl alt.tv.simpsons, aby zjistil diváckou odezvu na jednotlivé epizody. Rozhodl se, že si bude dělat legraci z vášnivosti a nestálosti fanoušků.
V epizodě 8. řady Představují se Itchy, Scratchy a Poochie poté, co Komiksák zhlédne epizodu Itchyho a Scratchyho s Poochiem, okamžitě jde na internet a na diskuzní fórum napíše: „Nejhorší epizoda vůbec.“, komentář k tomu, jak aktivní diváci epizodu hnidopišsky hodnotí. Hláška se dále objevuje na jeho tričku v 11. řadě v epizodě Bart v sedle a jako anglický název dílu 12. řady Worst Episode Ever (českým názvem Náhlá srdeční příhoda).

### Jméno
Dlouhodobým gagem v seriálu bylo nikdy neprozradit jméno postavy, ostatní postavy o něm mluvily jako o „Komiksákovi“. Scenáristé měli v úmyslu postavu pojmenovat již v první epizodě, ale nemohli pro ni vymyslet jméno, a tak ji nazvali „Komiksák“ s tím, že ji pojmenují při dalším použití, nicméně neustále otáleli. Nakonec v dílu Homerův a Nedův poslední výkop z 6. února 2005 Komiksák nonšalantně říká Nedu Flandersovi: „Jmenuji se Jeff Albertson, ale všichni mi říkají ‚Komiksák‘.“. Showrunner Al Jean k tomu poznamenal: „To bylo speciálně uděláno tak, aby to lidi pořádně naštvalo. Prostě jsme se snažili vybrat nějaké obecné jméno. Byla to také show Super Bowl. Udělali jsme to tak, aby to vidělo co nejvíce lidí.“. Groening uvedl, že původně zamýšlel, aby se jmenoval Louis Lane a byl „posedlý a utrápený“ Lois Laneovou, ale Groening nebyl přítomen, když scenáristé vybírali toto jméno. Jeho jméno je také zmíněno ve videohře The Simpsons Game. 

## Přijetí
Hank Azaria získal za svou práci v seriálu Simpsonovi několik cen Primetime Emmy za vynikající hlasový výkon, jednu z nich získal v roce 2001 za namluvení Komiksáka a různých dalších postav v epizodě Náhlá srdeční příhoda.
Server Looper umístil Komiksáka na 34. místo žebříčku 50 nejlepších postav Simpsonových všech dob.

## Další výskyty
Komiksák se objevil na obalu DVD 12. řady seriálu. Ve hře The Simpsons Game vysvětluje všechna klišé, na která hráč během hry narazí. Komiksák se objevil ve vlastním pětidílném komiksu, v němž jeho smrt ovlivnila válku gangů nerdů a geeků. Série The Simpsons Library of Wisdom obsahuje knihu s názvem Comic Book Guy's Book of Pop Culture. 
Komiksák se objevuje ve 2. řadě Cleveland show a také v crossoverové epizodě Simpsonových a Griffinových Griffinovi ve Springfieldu. 